# Ann Meyers

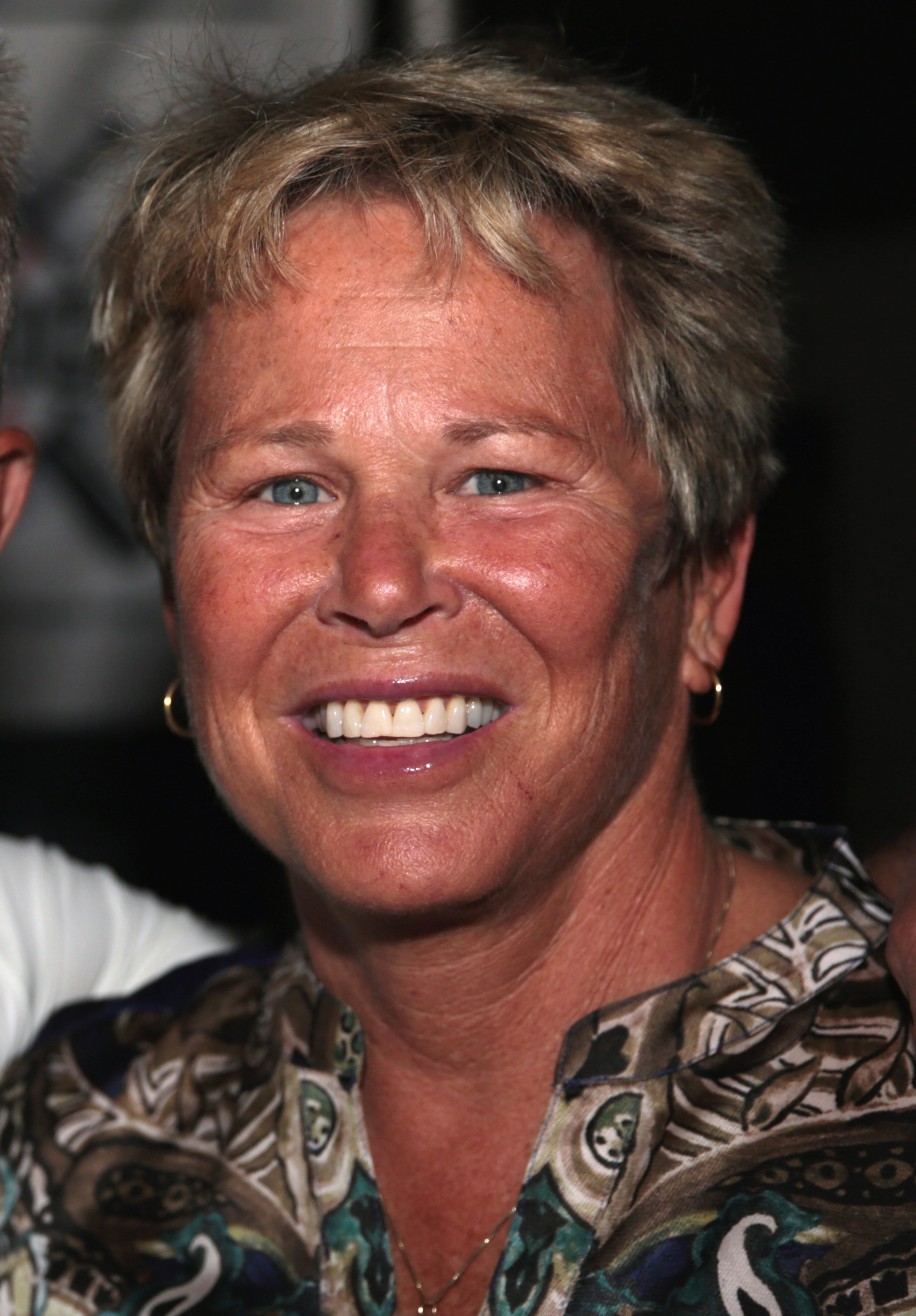
Ann Meyers Drysdale no tapete vermelho do Jantar dos Campeões oferecido por Tony La Russa em Phoenix, Arizona.

Ann Meyers Drysdale (nascida Ann Elizabeth Meyers) (San Diego (Califórnia), 26 de março de 1955) é uma basquetebolista estadunidense aposentada e comentarista esportivo. Ela foi uma jogadora de destaque no colégio, faculdade, nos Jogos Olímpicos, em torneios internacionais, e nos níveis profissionais.
Meyers foi a primeira jogadora a fazer parte da equipe nacional dos EUA, enquanto ainda estava no colegial. Ela foi a primeira mulher a ter assinado com uma bolsa de estudos de quatro anos para a faculdade, na Universidade da Califórnia. Ela também foi a única mulher a assinar um contrato com uma equipe da National Basketball Association, o Indiana Pacers (1979), até que 15 de Abril de 2014, quando o Washington Wizards assinou com Amaris Jackson, (foi um contrato de um dia e ela tinha dez anos de idade. Ela está atualmente lutando contra o câncer renal raro chamado carcinoma de células renais).
Anteriormente residia em Rancho Mirage, Califórnia, Meyers atualmente reside em Huntington Beach, California. Ela foi presidente e gerente geral para a franquia Phoenix Mercury da WNBA Phoenix Mercury e vice-presidente para o Phoenix Suns da NBA. Atualmente é vice-presidente do Phoenix Mercury e analista de para as transmissões de televisão Phoenix Suns. Por mais de 26 anos, atuou como analista em rede de televisão de esportes para a ESPN, CBS e NBC. Meyers é um membro do Conselho para a Lott IMPACT Trophy, que é um prêmio entregue ao melhor jogador defensivo do futebol universitário.

## Vida Jovem
Meyers nasceu em 26 de março de 1955, o sexto filho de Patricia e Bob Meyers entre 11 crianças. Seu pai foi armador na Universidade Marquette, em seguida, para no Shooting Star, uma equipe de profissionais em Milwaukee, Wisconsin. Um de seus irmãos, Dave, foi um All-American na UCLA e passou a jogar para o Milwaukee Bucks.

## Realizações Atléticas

### Ensino Médio
Meyers estudou no Sonora High School, em La Habra, Califórnia. Como uma atleta polivalente, ela praticou sete esportes, inclusive softball, badminton, hóquei em campo, tênis e basquete. Ela ganhou treze prêmios de Most Valuable Player (MVP) em esportes do ensino médio. Ela levou suas equipes de basquete a um recorde 80-5. Em 1974, Meyers se tornou o primeiro estudante do ensino médio a defender a seleção nacional dos Estados Unidos.

### Universidade
Meyers foi jogadora por quatro anos com bolsa atlética de estudos na equipe de basquete feminino do UCLA Bruins (1974-1978), sendo a primeira mulher a receber tal honra em uma universidade. Em jogo contra a Universidade Stephen F. Austin em 18 de fevereiro de 1978 ela registrou um raríssimo quadrúplo-double na NCAA com 20 pontos, 14 rebotes, 10 assistências e 10 roubos de bola. Desde então, Lester Hudson da Universidade do Tennessee é o outro único jogador com tal performance na 1ª Divisão da NCAA. Em 25 de março de 1978 sua equipe do UCLA Bruins conquistou o título nacional após derrotar Maryland, por 90–74 no Pauley Pavilion. Permaneceu na UCLA entre 1976 e 1979, e tornou-se a primeira mulher a ser escolhida para o time ideal da Liga nos quatro anos de vida acadêmica. Ela conquistou o Prêmio Honda Esportivo como atleta do ano no basquetebol e a Copa Broderick como atleta do ano de 1978. Ainda nos dias de hoje ela detém os recordes absolutos como jogadora da UCLA.

### Jogos Olímpicos e Campeonato Mundial
Meyers foi integrante da Seleção Estadunidense que conquistou a Medalha de Ouro disputada nos Jogos Pan-Americanos de 1975. Ela também esteve na seleção que conquistou a Medalha de Prata nos Jogos Olímpicos de Verão de 1976 em Montreal. O treinador da equipe era Billie Moore, seu treinador na UCLA também. Ela integrou a equipe campeã do mundo em 1979. Esta foi a primeira vez que os Estados Unidos conquistaram a Medalha de Ouro desde 1957. Conquistou a Medalha de Prata nos Jogos Pan Americanos de 1979 e Universíada de Verão de 1977.
Meyers foi convocada para representar os Estados Unidos na Copa William Jones em 1979 em Taipei, Taiwan.  Os Estados Unidos venceram todos seus seis jogos e conquistou a medalha de ouro.

### Profissional
Em 1980, Meyers fez a história na NBA ao assinar contrato com a franquia Indiana Pacers por U$ 50.000. Ela participou em três treinos seletivos, uma façanha pois nenhuma mulher havia chegado nesta fase, mas não conseguiu lugar na equipe. Ela passou a ser uma comentarista esportiva numa época escassa de mulheres em transmissões esportivas.
Meyers foi a primeira escolha no draft para a Women's Professional Basketball League (WPBL) em 1978 pelo New Jersey Gems. Jogando pelas Gems foi eleita Co-MVP da Liga na temporada 1979–80. Sua numeração na camiseta era 15 nas Gems. Ela esteve na edição inaugural do Superstars Game em 1979, finalizando em quarto na primeira temporada, mas venceu as próximas três temporadas: 1980, 1981, e 1982. Meyers foi analista na cobertura do basquetebol feminino da NBC Sports nos Jogos Olímpicos de 2008 e de 2012.

## Honras e entrada no Hall of Fame
- 1978—Vencedora do Prêmio Honda pelo basquetebol[14]
- 1978—Vencedora da Copa Honda-Broderick Cup entre atletas de todos os esportes.[15]
- Meyers recebeu sua primeira membresia no Hall of Fame em 1985, quando ela foi induzida ao International Women's Sports Hall of Fame na categoria basquetebol.
- Ela entrou em 1988 para o UCLA Athletics Hall of Fame com a primeira mulher.
- Sua camiseta número 15 foi aposentada na UCLA. Ela foi honrada em cerimônia realizada em 3 de fevereiro de 1990 no Pauley Pavilion, ao lado de Denise Curry (#12), Kareem Abdul-Jabbar (#33), e Bill Walton (#32). Este foi o momento chave na celebração dos 25 anos da arena. O critério primário para escolha dos jogadores foi que os quatro foram eleitos All-Americans em pelo menos três vezes.[7]
- Entrou para o Naismith Memorial Basketball Hall of Fame em 10 de maio de 1993, localizado em Springfield, Massachusetts.[16]
- Em 1994, Meyers foi a primeira mulher a competir no Celebrity Golf Association Championship.
- Em 31 de Janeiro de 1995, ela participou em cerimônia no ginásio de sua antiga escola em  La Habra, California, onde sua camiseta foi oficialmente aposentada e colocada em exposição.[17]
- Em 1995 foi introduzida no Hall da Fama nacional do Ensino Médio.
- Em 1999, recebeu o Prêmio de Mídia Mel Greenberg, oferecido pela WBCA.[18]
- Em 5 de junho de 1999, foi introduzida como membro do Hall da Fama do Basquetebol Feminino em Knoxville, Tennessee.[19]
- Em 2001, ela foi honrada com o Prêmio Wooden como time ideal (All-American) em todos os tempos.

## Família
Em 1 de Novembro de 1986, ela casou-se com Don Drysdale, jogador do Los Angeles Dodger de Basebol, e mudou seu nome para Ann Meyers Drysdale. Com Don Drysdale era membro do Hall da Fama do Basebol, foi o primeiro casamento entre membros dos Halls da Fama de seus respectivos esportes. Tiveram três filhos:os meninos Don Jr. (DJ) e Darren, e a filha Drew.
Meyers ficou viúva em 3 de julho de 1993, quando Drysdale sofreu o ataque cardíaco em Montreal, Quebec.
Meyers é irmã de Dave Meyers, jogador aposentado da NBA que jogou no basquetebol universitário e foi All-American pela UCLA, dirigido pelo treinador John Wooden. Ele jogou quatro temporadas pelo Milwaukee Bucks.

## Carreira na televisão
Meyers participou da cobertura que a NBC Sports fez nos Jogos Olímpicos de 2000 no torneio de basquetebol feminino. Foi oferecido para ela um trabalho para transmissões de jogos do Chicago Bulls em 1993, mas ela declinou a proposta por razões familiares.
Foi analista na cobertura da ESPN na WNBA e previamente trabalhou em tempo integral na NBC Sports liderando as análises da WNBA entre 1997 e 2002. Meyers trabalhou no programa de televisão "Hoop-It-Up" entre 1994 e 1995. Desde 1983 ela serve como analista na ESPN para vários eventos, incluindo os torneios masculino e feminino de basquetebol da NCAA.
Ela também trabalhou como comentarista esportivo para o Indiana Pacers, sendo a primeira mulher a fazer análises para o time.
Meyers liderou os Estados Unidos na conquista da Medalha de Prata nos Jogos Olímpicos de 1976 quando o basquetebol feminino fazia sua estreia em jogos olímpicos, e retornou oito anos mais tarde para fazer a cobertura da ABC Sports nos Jogos Olímpicos de 1984. Desde então tem participado da cobertura de variados esportes nas maiores empresas televisivas dos Estados Unidos, incluindo os Goodwill Games de 1986, 1990 e 1994, os torneios masculino e feminino da NCAA e os torneio de softbol e voleibol da NCAA..
Em 2012 tornou-se a comentarista esportivo para transmissões do Phoenix Suns.

## Referência
1. ↑  "Interview with Phoenix Mercury GM Ann Meyers Drysdale".
2. 1 2  Mercury Name Ann Meyers Drysdale As General Manager Phoenix Mercury web site, September 12, 2006
3. ↑  Meyers Drysdale, Ann (2012).
4. ↑  Mercury's Drysdale adds title of president, Miami Herald, June 30, 2010
5. ↑  "A Lifetime of Firsts".
6. 1 2 3 4 5 6 7 8  Porter p. 120
7. 1 2 3 4  UCLA Women's basketball media guide
8. 1 2  SKYHAWK JUNIOR MAKES NCAA HISTORY WITH QUADRUPLE-DOUBLE.
9. ↑  "Collegiate Women Sports Awards – Past Winners".
10. ↑  «1979 WOMEN'S R. WILLIAM JONES CUP». USA Basketball. Consultado em 3 de agosto de 2014. Arquivado do original em 8 de agosto de 2014
11. 1 2  Porter, Karra (May 2006).
12. ↑  Woolum p 188
13. ↑  Medium Well: Your NBC Olympics lineup – A blog on sports media, news and networks – baltimoresun.com
14. ↑  «PAST HONDA SPORTS AWARD WINNERS FOR BASKETBALL». THE Collegiate Women Sports Awards Program. Consultado em 8 de maio de 2014
15. ↑  «Past Collegiate Woman Athlete of the Year Winners (Honda Cup)». THE Collegiate Women Sports Awards Program. Consultado em 8 de maio de 2014
16. ↑  "Hall of Famers" Arquivado em 24 de junho de  2016, no Wayback Machine..
17. ↑  Vencedor, Sonora High School Yearbook, Volume 29.
18. ↑  «Mel Greenberg Media Award». Women's Basketball Coaches Association. Consultado em 2 de julho de 2014
19. ↑  "WBHOF Inductees".
20. ↑  http://www.nytimes.com/1993/07/05/obituaries/don-drysdale-hall-of-fame-pitcher-dies-at-56.html
21. ↑  Lyons, Richard D. (July 5, 1993).
22. ↑  Smith, Michelle (May 7, 2010).
23. ↑  "Ann Meyers Drysdale joins Phoenix Suns broadcast team".